# Priscià de Cesarea
Priscià de Cesarea (fl. segle vi), conegut de comú simplement com a Priscià, fou un gramàtic llatí.

## Biografia
Va escriure les Institutiones grammaticae, que constituí una obra àmpliament usada per a l'estudi del llatí a les escoles a l'edat mitjana i que forní la matèria primera per a l'àmbit de la gramàtica especulativa de l'Escola modista.
Els detalls de la vida de Priscià són desconeguts. D'ascendència grega, nasqué i s'educà a Cesarea (actualment Cherchell, Algèria), la capital de la província romana de la Mauretania Caesariensis, i d'acord amb Cassiodor, va ensenyar llatí a Constantinoble.
Entre les obres menors de Priscià hi ha un panegíric a l'emperador romà Anastasi I (491—518), que ajuda a ubicar-lo en el temps. A més, els manuscrits de les seves Institutiones grammaticae conténen una referència al fet que foren copiades el 526 o 527 per Flavi Teodor, un escrivent del secretarial imperial.

## Obres

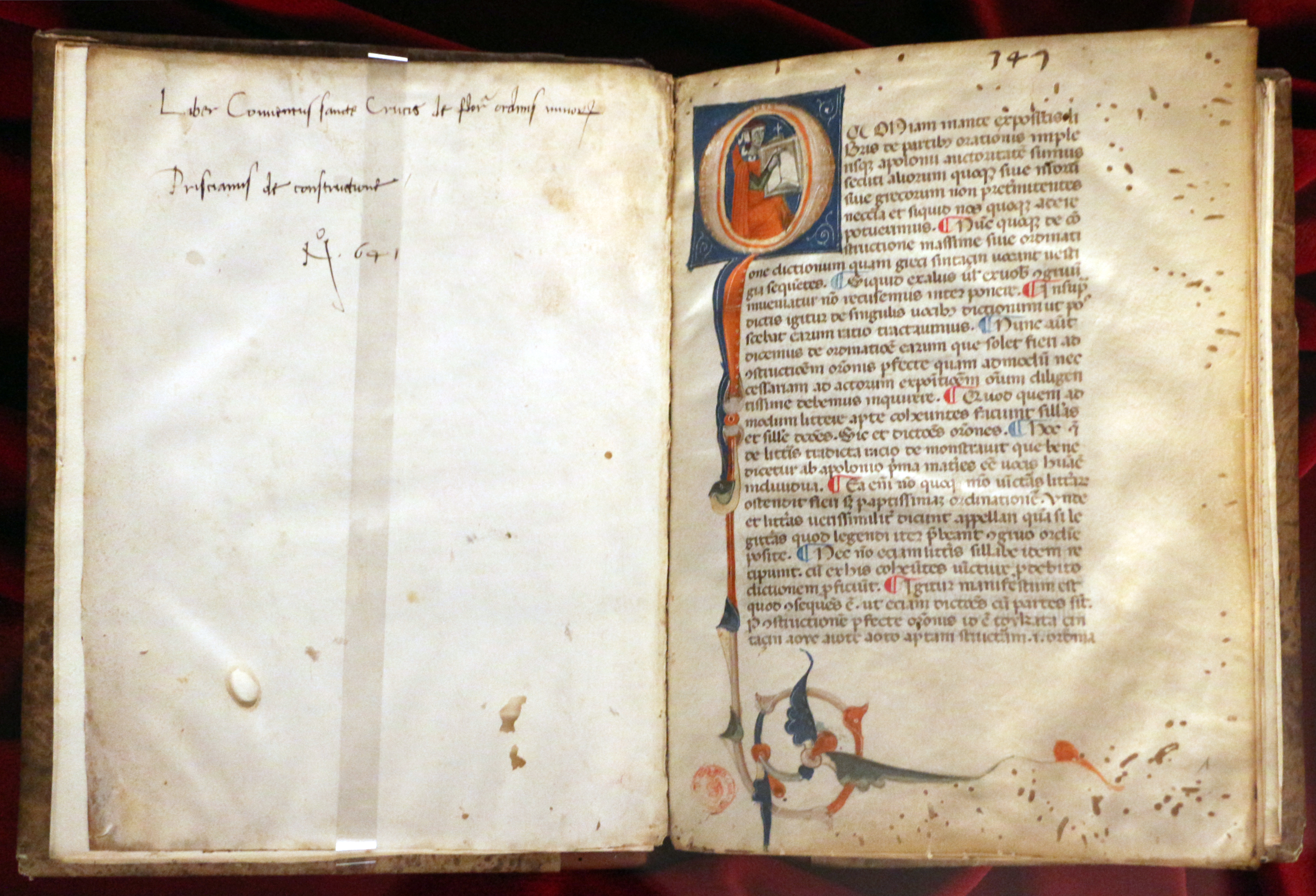
Institutiones Grammaticae, 1290 circa, Biblioteca Medicea Laurenziana, Florencia

L'obra més famosa de Priscià, les Institutiones grammaticae, és una exposició sistemàtica de la gramàtica llatina. La dedicatòria a Julià probablement fa referència al cònsol i patrici Julià l'Apòstata. Aquesta gramàtica està dividida en divuit llibres, els primers setze dels quals tracten principalment dels sons, la formació de les paraules i les inflexions; els dos darrers, que suposen entre una quarta part i una tercera part de la total obra, tracten de la sintaxi.
La gramàtica de Priscià es basa en obres prèvies d'Eli Herodià i Apol·loni Díscol. Els exemples que inclou per a il·lustrar les normes han servit per a preservar nombrosos fragments d'autors llatins que d'altra forma s'haurien perdut, incloent Enni, Pacuvi, Acci, Lucili, Cató i Varró. Però els autors més citats són Virgili i, al costat seu, Terenci, Ciceró, Plaute; després Lucà, Horaci, Juvenal, Sal·lusti, Estaci, Ovidi, Livi i Persi.
Entre les obres menors de Priscià s'inclouen: 
- Tres tractats dedicats a Simanc (el sogre de Boeci): sobre pesos i mesures; sobre la mètrica de Terenci; i el Praeexercitamina, una traducció al llatí dels exercicis retòrics grecs d'Hermògenes de Tars.
- De nomine, pronomine, et verbo ("Sobre el nom, el pronom i el verb"), un resum de part de les seves Institutiones per a l'ensenyament de gramàtica a les escoles.
- Partitiones xii. versuum Aeneidos principalium: un altre manual escolar, usant preguntes i respostes per a disseccionar les primeres dotze línies de l'Eneida. N'examina la mètrica, cada vers i cada paraula.
- El poema a Anastasi abans esmentat, en 312 hexàmetres amb una breu introducció iàmbica.
- Una traducció en vers, en 1087 hexàmetres, de la periegesi de Dionís Periegeta, un repàs geogràfic del món.